# おしどり (お笑い)
おしどりは、夫婦漫才・音曲漫才コンビである。吉本興業東京本社（東京吉本）に所属していた（2018年退社）。漫才協会および落語協会会員。2003年9月コンビ結成。漫才師としての師匠は横山ホットブラザーズ。出囃子は『夢見るシャンソン人形』。

## 概要
ある祭りの仕事で、ケンはパントマイム、マコはアコーディオンの流しをしていた時で、楽屋が一緒になり、そこで一目惚れして出会って一週間後に結婚した。同時にコンビとしての活動を開始。
結成当時は、ケンは黒い上下の衣装に黒いハンティングを被り、顔は白塗りして怪しげなキャラで針金アートを見せていた。マコのアコーディオンによるシャンソンの演奏に合わせてケンが針金アートを見せる。
M-1グランプリ2003では準決勝進出。
ヨシモト∞ホール大阪（2008年10月まではうめだ花月）で開催されている「花花寄席」に色物として出演していた。
2011年3月11日に起きた福島第一原子力発電所事故以降、政府や東京電力が繰り返した「直ちに影響はありません」という説明に違和感を感じ、東京電力への取材活動をスタートさせる。当初は事故の状況を把握するため東京電力の会見内容を書き起こしていたが、その後会見に出席し、その結果を500回にわたりメディアに発表してきた。
なんばグランド花月、京橋花月（2011年11月閉館）、baseよしもと、よしもとプリンスシアター（2011年11月閉館）、ヨシモト∞ホール、ルミネtheよしもとに出演。2011年からよしもとクリエイティブ・エージェンシー東京（東京吉本）に所属。同年7月に漫才協会に入会し、定席の浅草東洋館にしばしば出演するほか、2017年6月1日付で落語協会にも入会。同協会の寄席にも出演するようになった。

## メンバー

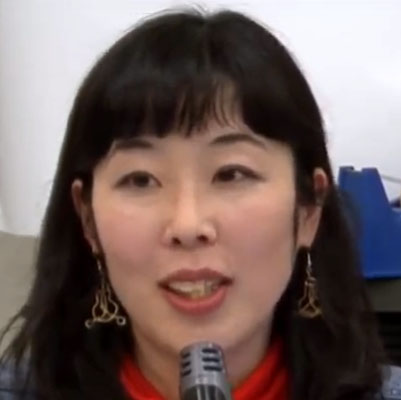
おしどりマコ（2015年撮影）

マコ
本名：吉岡 雅子（よしおか まさこ）、1975年4月8日 -
兵庫県神戸市出身。A型。169cm。ツッコミとアコーディオン演奏担当、立ち位置は右。
かつては「マコメロ」と名乗っていた。
神戸市立本多聞中学校、兵庫県立長田高等学校を経て、鳥取大学医学部生命科学科に進学したものの阪神・淡路大震災発生のため帰郷、「医学では人は救えない、お笑いこそが癒しだ」と感じて大学を中退。
ソウル・フラワー・モノノケ・サミットがアコーディオンを演奏しているのを見て1997年、チンドン屋に入りアコーディオンを担当する。海外公演を経験後に独立しアコーディオン弾き語り等を始める。
舞台では下ネタの「エロシャンソン」も披露する。
自由報道協会理事。
東京電力福島第一原子力発電所事故後、随時行われている東京電力の記者会見、および政府・東京電力統合対策室合同記者会見に出席。また現地取材も積極的に行い、その模様をウェブマガジンで公開している。
2018年9月29日に翌年（2019年）の第25回参議院議員通常選挙に立憲民主党より比例区公認候補者として立候補することが発表された。党代表の枝野幸男は「党の考えを体現している」とマコを評価した一方、福島第一原発事故に関するマコの取材・記事が誤報として問題視されてきたことからリベラル系の識者からも擁立に疑問の声が噴出するなど波紋が広がった。投開票の結果29,072票（党内22人中12位）で落選した。2020年9月、立憲民主党を離党したことを党側が公表し、比例名簿からも削除された。
ケン
本名：吉岡 賢治（よしおか けんじ）
大阪府大阪市出身。B型。ボケと針金細工担当、立ち位置は左。
かつては「ケンパル」「けんぱる」と名乗っていた。
パントマイム出身。師匠は金谷暢雄。

## 出演番組
- あらびき団（TBSテレビ）
- 爆笑レッドカーペット（フジテレビ）-キャッチコピーは「針金が結ぶ夫婦愛」
- 新春ピンクカーペット（フジテレビ）-キャッチコピーは「針金が結ぶ夫婦愛」
- エンタの天使（日本テレビ）-キャッチコピーは「夫婦愛の手芸術(ハンドメイド)」
- 笑道3（毎日放送）
- 一万人に聞く古今東西あのお笑いが見たい!(読売テレビ)
- 真夜中市場～ハイヒールの眠れない夜～（関西テレビ）
- バラエティー生活笑百科（NHK大阪放送局製作全国ネット）
- 千鳥のぼっけぇTV!（GAORA）
- 麒麟の部屋（毎日放送）関西ローカル
- 上方演芸ホール（NHK総合）
- 快傑えみちゃんねる 2009年お正月スペシャル（関西テレビ）
- おばちゃんたちのハートをつかめ!ベストパフォーマー決定戦（関西テレビ）
- ぽじポジたまご（KBS京都）
- 暗躍!芸人ブローカー 〜テレビに出ない（秘）芸人密売所〜（関西テレビ、2011年7月7日）
- ニュースの深層（朝日ニュースター）
- 5時に夢中!（TOKYO MX）
- ラジオフォーラム（製作：ラジオアクセスフォーラム　ラヂオきしわだ他） 第14回「原発事故と福島の子供たち」にゲストとして出場
- ピエール瀧のしょんないTV（静岡朝日テレビ、2014年10月30日、2015年3月19日）
- NNNドキュメント「お笑い芸人VS原発事故 マコ&ケンの原発取材2000日」（日本テレビ、2017年2月6日）[2]
- TVチャンピオン極 〜KIWAMI〜（BSジャパン、2018年5月20日） 「針金アート王決定戦」にケンが選手として参加、マコが応援として出演
- 出動!ラーメン刑事 #3/令和の激ウマ店をナイツ&昭和ベテラン芸人が爆笑一斉捜査（BSフジ、2022年11月5日）

## CM
- ベイ・コミュニケーションズ

## 現代美術
- おしどり (マコ＆ケン) / OSHIDORI (Mako＆Ken)で、2010年より現代美術活動を開始。
- 現代アートのコンクール、六甲ミーツアートに入選。2010年9月18日～11月23日まで六甲高山植物園にて作品設置。一般投票審査で2位を獲得。

## 報道活動
- ウェブマガジン『マガジン9』に連載中「脱ってみる?」
- 『DAYS JAPAN』に連載中「実際どうなの?」
- インターネットメディアNews for the People in Japan
- 週刊SPA!
- 週刊金曜日
  - おしどりマコ&ケン「おしどり通信」(1)-(3)『週刊金曜日』2011年6月3,10,17日
  - おしどりマコ「監視を怠れば、また水俣病の二の舞に—要注意!東電の原発事故賠償問題」『週刊金曜日』2011年10月21日
- 週刊文春
  - おしどりマコ「衝撃スクープ 郡山4歳児と7歳児に『甲状腺がん』の疑い!
- 日刊ゲンダイに連載（2011.7月に10回連載）
- 第22回平和・協同ジャーナリスト基金　奨励賞を受賞[9]。2016年12月10日

## アコーディオン
- おしどりマコ
- 2009年、第3回インターナショナル・Vアコーディオン・コンテスト日本予選 4位。
- 2010年、第4回インターナショナル・Vアコーディオン・コンテスト日本予選 3位審査員特別賞。

## テルミン
- おしどりケン
- 「テルミン　エーテル音楽と20世紀ロシアを生きた男」竹内正実著にテルミン演奏家マイムパフォーマーKENPALとして掲載。

## 映像
- 2010年より（おしどりフィルム）として映像作品も制作。マコが監督、ケンが編集。
- 「PLETZの夢」(第2回沖縄国際映画祭)CMコンペテション部門参加作品。
- 「お好み焼き」(第2回沖縄国際映画祭)CMコンペテション部門参加作品。
- 「おしどりおもしろギグ」おしどりの単独ライブで使用するオープニング映像、ブリッジ映像。
- 「お風呂deシャンソン」おしどりマコがいろんな場所で即興でシャンソンを熱唱するシリーズ。
- 「六甲ミーツ・アートCM」おしどりが単独ライブで流した CM。
- 「六甲場所CM」おしどりが単独ライブで流した CM。
- 「ファーストットBOX」よしもとクリエイティブ・エージェンシー大阪所属のコンビ(トット)の単独ライブオープニング映像。
- 「トット誕生物語」よしもとクリエイティブ・エージェンシー大阪所属のコンビ(トット)の単独ライブブリッジ映像。

## 単独ライブ
- 「おしどり de SHOW!!」2008年3月30日 TORII HALL
- 「おしどりおもしろギグ!!」2008年7月26日 ワッハ上方 7Fレッスンルーム
- 「おしどりおもしろギグvol.2!!」2008年10月4日 ワッハ上方 7Fレッスンルーム
- 「おしどりおもしろギグvol.3!!」2009年12月6日 ヨシモト∞ホール大阪
- 「おしどりおもしろギグvol.4!!」2010年4月4日 ヨシモト∞ホール大阪
- 「おしどりおもしろギグvol.5!!」2010年10月23日 京橋花月